# Escola Loseron d'Arties
L'Escola Loseron d'Arties és una obra noucentista de Naut Aran (Vall d'Aran) inclosa a l'Inventari del Patrimoni Arquitectònic de Catalunya.

## Descripció
Les Escoles Nacionals d'Arties (avui, Escola Loseron) és un edifici en forma d'H, amb accés pels volums testers, independent per a nois i noies. Són precisament els volums testers els que contenen els elements decoratius, mentre que el cos central només conté les obertures dels aularis a la façana sud, més altes que amples a la planta baixa i quadrades al primer pis, a més d'un sòcol de maçoneria. En aquest cas, la coberta és a dos vessants amb teula de pissarra. Els volums dels testers, en homenatge a la rica arquitectura local, reconeguda des que hi havia parat atenció la Missió Arqueològica i Jurídica de l'Institut d'Estudis Catalans, acullen elements remarcables per la composició dels pilars, les impostes i l'arquitrau, que proporcionen un espai porxat amb sostre enteixinat en què s'hi troba una porta adovellada, amb arc de mig punt, a la planta baixa; i finestrals emmarcats amb fusta, amb barana de ferro forjat, oberts directament sobre l'arquitrau, a les tres cares de la façana del primer pis, que són resultat d'una ampliació posterior. La teulada és de diversos vessants, coberta amb teula de pissarra.
No té cap protecció.

## Història
Durant el primer quart del segle xx, l'escolarització dels infants en els àmbits de muntanya de l'Estat espanyol resultava deficitària. La Vall d'Aran no era aliena a la situació, fins al punt que el 1925 es va decretar una Reial ordre que establia un nou règim escolar a la Vall d'Aran. Naturalment, una de les primeres accions que van decretar-se consistia en la construcció d'escoles modernes i funcionals. Ignasi de Vilallonga, arquitecte de la Diputació de Lleida, va ser el responsable de projectar un primer lot a Es Bòrdes, Arties i Salardú. Les tres comparteixen la concepció arquitectònica, i cadascuna rep petites adaptacions de detall.